# Enzo (Vorname)
Enzo ist ein italienischer männlicher Vorname, der auch in Lateinamerika, Spanien und Frankreich vorkommt. Abgeleitet ist der Name von Enrico und entspricht dem deutschen Vornamen Heinz. Gelegentlich kann er aber auch eine Kurzform der Namen Vincenzo und Lorenzo sein.
Weitere Formen sind Ezio, Enzio und Enzino; weibliche Formen sind Enza, Enzia und Enzina.
Namenstag ist der 5. April.

## Namensträger
- Enzo (* 1973), taiwanischer Autor und Illustrator

- Enzo Avitabile (* 1955), italienischer Musiker (Soul, Weltmusik)
- Enzo Barboni (Pseudonym E. B. Clucher; 1922–2002), italienischer Kameramann und Regisseur
- Enzo Bearzot (1927–2010), italienischer Fußballspieler und -trainer
- Enzo Calderari (* 1952), Schweizer Unternehmer und ehemaliger Autorennfahrer
- Enzo G. Castellari (* 1938), italienischer Regisseur
- Enzo Coloni (* 1946), italienischer Automobilrennfahrer und Rennstallbesitzer
- Enzo Corvi (* 1992), Schweizer Eishockeyspieler
- Enzo Couacaud (* 1995), französischer Tennisspieler
- Enzo Cucchi (* 1949), italienischer Maler
- Enzo Dara (1938–2017), italienischer Opernsänger (Bass) und Opernregisseur
- Enzo Escobar (* 1951), chilenischer Fußballspieler
- Enzo Fernández (* 2001), argentinischer Fußballspieler
- Enzo Ferrari (1898–1988), italienischer Automobilrennfahrer, Rennsportmanager und Unternehmer
- Enzo Fiermonte (1908–1993), italienischer Boxer und Schauspieler
- Enzo Fittipaldi (* 2001), brasilianischer Automobilrennfahrer
- Enzo Francescoli (* 1961), uruguayischer Fußballspieler
- Enzo Ghinazzi, bekannt als Pupo (* 1955), italienischer Popsänger
- Enzo Herrera (* 1992), uruguayischer Fußballspieler
- Enzo Ide (* 1991), belgischer Autorennfahrer
- Enzo Jannacci (1935–2013), italienischer Sänger, Schauspieler und Kabarettist
- Enzo Le Fée (* 2000), französischer Fußballspieler
- Enzo Loiodice (* 2000), französischer Fußballspieler
- Enzo Maresca (* 1980), italienischer Fußballspieler
- Enzo Mari (1932–2020), italienischer Designer
- Enzo Mezzapesa (* 1962), ehemaliger luxemburgischer Radrennfahrer
- Enzo Moavero Milanesi (* 1954), italienischer Jurist und parteiloser Politiker
- Enzo Negreira (* 1997), uruguayischer Fußballspieler
- Enzo Osella (* 1939), italienischer Rennwagenkonstrukteur und Motorsport-Teamchef
- Enzo Pérez (Enzo Nicolás Pérez; * 1986), argentinischer Fußballspieler
- Enzo Pérez (Enzo Martín Pérez Verdúm; * 1990), uruguayischer Fußballspieler
- Enzo Robotti (* 1935), italienischer Fußballspieler und -trainer
- Enzo Ruíz (* 1988), uruguayischer Fußballspieler
- Enzo Sacchi (1926–1988), italienischer Radrennfahrer
- Enzo Scifo (* 1966), belgischer Fußballspieler
- Enzo Sereni (1905–1944), italienischer Zionist und Widerstandskämpfer
- Enzo Siciliano (1934–2006), italienischer Schriftsteller, Journalist, Literatur-, Film- und Musikkritiker
- Enzo Staiola (1939–2025), italienischer Schauspieler
- Enzo Todisco (* 1980), italienischer Fußballspieler
- Enzo Traverso (* 1957), italienischer Historiker und Journalist
- Enzo Trossero (* 1953), argentinischer Fußballspieler und -trainer
- Enzo Trulli (* 2005), ein italienischer Automobilrennfahrer
- Enzo Valentim (* 2004), brasilianischer Motorradrennfahrer
- Enzo Weber (* 1980), deutscher Wirtschaftswissenschaftler
- Enzo Zacchiroli (1919–2010), italienischer Architekt
- Enzo Zidane (* 1995), französisch-spanischer Fußballspieler